# RoboCop (film din 2014)
RoboCop este un film științifico-fantastic din 2014, o refacere a filmului din 1987. Este regizat de José Padilha după un scenariu de Joshua Zetumer (pe baza unor personaje de Edward Neumeier și Michael Miner)
Joel Kinnaman a fost ales pentru a juca rolul principal RoboCop/Alex Murphy în timp ce Gary Oldman interpretează un personaj nou, denumit Norton, un om de știință care-l creează pe RoboCop și care ajunge  să fie sfâșiat între idealurile unei mașinării care încearcă să-și redescopere umanitatea și nevoile dure ale unei corporații.

## Prezentare
Este anul 2028, moment în care conglomeratul multinațional OmniCorp reprezintă centrul mondial al roboticii. În toată lumea, drone lor au fost folosite de armată de ani de zile la menținerea ordinii publice- aducând venituri de miliarde pentru OmniCorp. Acum OmniCorp vrea să aducă controversata tehnologie pe frontul de acasă, în Statele Unite, acest lucru însemnând o oportunitate de a realiza și mai multe încasări. Când Alex Murphy (Joel Kinnaman) -un soț iubitor, tată și bun polițist care face tot posibilul pentru a stopa valul de criminalitate și corupție în Detroit- este accidentat mortal la datorie, OmniCorp întrezărește șansa de a crea un ofițer de poliție nou: o parte om, o parte robot - totul pentru a acomoda publicul american cu produsele sale. OmniCorp anticipează un RoboCop în fiecare oraș american și chiar mai multe miliarde de dolari pentru acționarii săi, dar ei au uitat un singur lucru: există încă un om în interiorul mașinării justițiare.

## Distribuție
- Joel Kinnaman ca Alex Murphy, un detectiv de poliție care este rănit foarte grav într-o explozie de mașină și este transformat într-un cyborg numit RoboCop.
- Gary Oldman ca Dr. Dennett Norton,  om de știință la Fundația Omni  care-l creează pe RoboCop.
- Michael Keaton ca Raymond Sellars, președintele OmniCorp.
- Samuel L. Jackson ca Patrick "Pat" Novak, gazdă a emisiunii TV The Novak Element și suporter proeminent al ideii de a se introduce polițiști roboți pe teritoriul SUA.
- Abbie Cornish este Clara Murphy, soția lui Alex.
- Jackie Earle Haley ca Rick Mattox, un expert în tactici militare, responsabil pentru antrenamentul lui RoboCop.
- Michael K. Williams ca Jack Lewis, polițist, fostul partener al lui Alex.
- Jennifer Ehle ca Liz Kline, avocatul-șef al OmniCorp.
- Jay Baruchel ca Tom Pope, responsabil-șef cu marketing-ul OmniCorp.
- Aimee Garcia ca Jae Kim, om de știință colaborator al Dr. Dennett Norton.[7]
- John Paul Ruttan ca David Murphy, fiul lui Alex și al Clare.
- Patrick Garrow ca Antoine Vallon
- K.C. Collins ca  Andre Daniels
- Marianne Jean-Baptiste ca Karen Dean, Șefa Poliției din Detroit.
- Douglas Urbanski ca Primarul Durant, primarul Detroitului.
- Zach Grenier ca Senatorul Dreyfus, autorul unui amendament de interzicere a polițiștilor roboți în SUA
- Mark McKay ca Tehnician în Laboratorul OmniCorp din Detroit